# Šećerna bolest tip 2
Šećerna bolest tip 2 ili dijabetes mellitus tip 2, ranije nazivan dijabetes mellitus neovisan o inzulinu (NIDDM) ili adultni dijabetes, je metabolički poremećaj okarakteriziran visokom koncentracijom glukoze u krvi u kontekstu otpora prema inzulinu i njegova relativnog pomanjkanja. Ova se bolest razlikuje od tipa 1 kod kojeg postoji apsolutno pomanjkanje inzulina zbog uništenja Langerhansovih otočića u gušterači. Klasični simptomi su pretjerana žeđ, učestalo mokrenje i stalna glad. Dijabetes tipa 2 čini oko 90% slučajeva dijabetesa, dok su ostalih 10% uglavnom dijabetes melitus tip 1 i gestacijski dijabetes. Smatra se da je pretilost primarni uzrok dijabetesa tipa 2 kod osoba koje su genetski predisponirane za ovu bolest.
Početna terapija za dijabetes tipa 2 je povećanje tjelovježbe i promjena prehrane. Ako se ovim mjerama ne postigne dovoljno sniženje razina glukoze u krvi, mogu biti potrebni lijekovi kao što su metformin ili inzulin. Kod osoba koje koriste inzulin obično se zahtijeva redovito provjeravanje razina šećera u krvi.
Učestalost oboljenja od dijabetesa se znatno povećala tijekom zadnjih 50 godina, sukladno s pojavom pretilosti. Od 2010. godine približno je 285 milijuna oboljelih od ove bolesti, u usporedbi s približno 30 milijuna u 1985. Dugoročne komplikacije uzrokovane visokom razinom šećera u krvi mogu uključivati srčane bolesti, moždani udar, dijabetičku retinopatiju koja utječe na vid, zatajenje bubrega koje može zahtijevati dijalizu i slabu cirkulaciju krvi u udovima koja može dovesti do amputacije uda. Akutna komplikacija ketoacidoze, karakteristične za dijabetes tipa 1 je relativno rijetka. Međutim, može doći do neketotičke hiperosmolarne kome.

## Znakovi i simptomi
Klasični simptomi dijabetesa su poliurija (često uriniranje), polidipsija (pojačana žeđ), polifagija (pojačana glad) i gubitak težine. Drugi simptomi koji su obično prisutni kod dijagnoze uključuju: povijest zamućenog vida, svrbež, perifernu neuropatiju, opetovane vaginalne infekcije i zamor. Međutim, mnoge osobe nemaju nikakve simptome tijekom prvih nekoliko godina i dijagnoza im se postavlja na rutinskim pregledima. Kod osoba s dijabetesom mellitus tipa 2 se može rijetko javiti neketotička hiperosmolarna koma (stanje vrlo visoke razine šećera u krvi povezano sa smanjenom razinom svijesti i niskim krvim tlakom).

### Komplikacije
Dijabetes tipa 2 je obično kronična bolest, vezana uz skraćenje očekivanog trajanja života od deset godina. To je djelomično uzrokovano nizom komplikacija s kojima je bolest povezana, uključujući: dva do četiri puta veću opasnost od kardiovaskularnog oboljenja, uključujući ishemičnu bolest srca i srčani udar, 20 puta veću opasnost od amputacije donjih udova i povećanu učestalost hospitalizacije. U razvijenom svijetu, a s porastom i drugdje, dijabetes tipa 2 je najčešći uzrok netraumatske sljepoće i zakazivanja bubrega. Također se povezuje s povećanom opasnošću od kognitivnih poremećaja i demencije zbog procesa oboljenja kao što su Alzheimerova bolest i vaskularna demencija. Druge komplikacije uključuju: crnkastu akantozu kože, seksualnu disfunkciju i česte infekcije.

## Uzrok
Razvoj dijabetesa tipa 2 je uzrokovan kombinacijom načina života i genetskih čimbenika. Iako je neke čimbenike moguće osobno kontrolirati, kao što su prehrana i pretilost, za druge čimbenike, poput starenja, pripadanja ženskom spolu i genetike, to ne vrijedi. Nedostatak sna se povezuje s dijabetesom tipa 2. Vjeruje se da djeluje putem učinka na metabolizam. Prehrambeni status majke tijekom razvoja fetusa također može imati ulogu u razvoju bolesti, a jedan predloženi mehanizam za to je promjena metilacije DNK.

### Način života
Za razvoj dijabetesa tipa 2 je dokazana važnost niza čimbenika u načinu života, uključujući:pretilost (definira se kao indeks tjelesne mase veći od trideset), nedostatak fizičke aktivnosti, slabu prehranu, stres i urbanizaciju. Višak masnoća u tijelu se povezuje s 30% slučajeva u osoba kineskog i japanskog podrijetla, 60-80% slučajeva u osoba europskog i afričkog podrijetla te 100% kod naroda Pima i pacifičkih otočana. Osobe koje nisu pretile često imaju visok omjer struk-bokovi.
Prehrambeni čimbenici također utječu na opasnost od razvijanja dijabetesa tipa 2. Pretjerana konzumacija pića zaslađenih šećerom je povezana s povećanom opasnošću od oboljenja. Vrste masnoća u prehrani su također važne, jer zasićene masti i transmasne kiseline povećavaju opasnost, a polinezasićene i mononezasićene masti smanjuju opasnost. Čini se da konzumiranje velikih količina bijele riže također igra ulogu u povećavanju učestalosti dijabetesa tipa 2. Smatra se da nedostatak tjelovježbe uzrokuje 7% slučajeva dijabetesa tipa 2.

### Genetika
Većina slučajeva dijabetesa uključuje mnoge gene od kojih svaki pomalo doprinosi povećanju vjerojatnosti oboljenja od dijabetesa tipa 2. Ako jedan jednojajčani blizanac boluje od dijabetesa, vjerojatnost da će drugi blizanac oboljeti od dijabetesa tijekom života veća je od 90%, dok je učestalost za dvojajčane blizance 25-50%. Od 2011., za više od 36 gena je utvrđeno da pridonose opasnosti od dijabetesa tipa 2. Ipak, svi ti geni zajedno čine samo 10% ukupne nasljedne komponente ove bolesti. Na primjer, alel TCF7L2 povećava opasnost od pojave dijabetesa 1,5 puta i najveća je opasnost od uobičajenih genetskih varijanti. Većina gena povezanih s dijabetesom su uključeni u funkcije beta stanica Langerhansovih otočića.
Postoji više rijetkih slučajeva dijabetesa koji nastaje zbog anomalije u samo jednom genu (poznati kao monogeni oblici dijabetesa ili "ostali specifični tipovi dijabetesa"). Oni uključuju tzv. dijabetes odraslih koji se javlja u mladoj dobi (eng. 
Maturity onset diabetes of the young - MODY), Donohueov sindrom i Rabson-Mendenhallov sindrom, između ostalih. Dijabetes odraslih koji se javlja u mladoj dobi čini 1–5 % svih slučajeva kod mladih osoba.

### Medicinski čimbenici
Postoji niz lijekova i drugih zdravstvenih problema koji mogu dovesti do podložnosti dijabetesu. Neki od lijekova uključuju: glukokortikoide, tiazide, beta blokatore, atipične antipsihotike i statine. Osobe koje su prethodno imale gestacijski dijabetes u većoj su opasnosti od razvoja dijabetesa tipa 2. Ostali zdravstveni problemi koji se povezuju s dijabetesom su: akromegalija, Cushingov sindrom, hipertiroidizam, feokromocitom i neki karcinomi kao što su glukagonomi. Nedostatak testosterona se također povezuje s dijabetesom tipa 2.

## Patofiziologija
Dijabetes tipa 2 nastaje zbog nedovoljne proizvodnje inzulina u beta stanicama Langerhansovih otočića u kombinaciji s otporom prema inzulinu. Otpor prema inzulinu, tj. nemogućnost stanica da prikladno reagiraju na normalne razine inzulina, javlja se prvenstveno unutar mišića, jetre i masnog tkiva. U jetri, inzulin obično inhibira otpuštanje glukoze. Međutim, prilikom pojave otpora prema inzulinu, jetra neprikladno otpušta glukozu u krv. Omjer otpora prema inzulinu naspram disfunkcije beta stanica se razlikuje među osobama; neke osobe prvenstveno imaju otpor prema inzulinu i samo mali poremećaj u lučenju inzulina, dok druge imaju mali otpor prema inzulinu, a prvenstveno nedostatak lučenja inzulina.
Drugi potencijalno važni mehanizmi povezani s dijabetesom tipa 2 i otporom prema inzulinu uključuju: povećano rastvaranje lipida unutar stanica masnog tkiva, otpor prema i nedostatak inkretina, visoke razine glukagona u krvi, povećano zadržavanje soli i vode u bubrezima te neadekvatnu regulaciju metabolizma putem središnjeg živčanog sustava. Međutim, dijabetes se ne razvija kod svih osoba s otporom prema inzulinu, jer je također potreban poremećaj lučenja inzulina iz beta stanica gušterače.

## Dijagnostika
Svjetska zdravstvena organizacija šećernu bolest ili dijabetes (kako tip 1, tako i tip 2) definira kao jednokratno očitanje povišene razine glukoze u krvi praćeno simptomima, odnosno kao povišene vrijednosti prilikom dvaju mjerenja bilo:
- glukoze natašte ≥ 7,0 mmol/l (126 mg/dl)

ili
- glukoze u plazmi ≥ 11,1 mmol/l (200 mg/dl) koja se utvrđuje testom oralne podnošljivosti glukoze dva sata nakon uzimanja oralne doze.

Druga je metoda dijagnosticiranja šećerne bolesti pojedinačna vrijednost šećera u krvi viša od 11,1 mmol/l (200 mg/dL) u kombinaciji s uobičajenim simptomima, odnosno prisutnost više od 6,5% glikoziliranoga hemoglobina (HbA1c). Godine 2009. Međunarodni stručni odbor, u kojemu su bili predstavnici Američke udruge za dijabetes, Međunarodne dijabetičke federacije (International Diabetic Federation, IDF) te Europske udruge za proučavanje dijabetesa (European Association for the Study of Diabetes, EASD), preporučila je da se za dijagnosticiranje šećerne bolesti koristi prag vrijednosti HbA1c ≥6,5%. Tu je preporuku Američka udruga za dijabetes usvojila 2010. godine. U slučaju pozitivnih nalaza pretrage treba ponoviti, osim kod osoba s uobičajenim simptomima kojima je razina šećera u krvi >11.1 mmol/l (>200 mg/dl).
Prag za utvrđivanje šećerne bolesti temelji se na odnosu nalaza testova oralne podnošljivosti, glukoze natašte ili HbA1c te komplikacija kao što je poteškoće s vidom. Pojedinačne pretrage šećera u krvi ili glukoze natašte koriste se više od testa oralne podnošljivosti glukoze jer su pacijentima praktičnije. Prednost testa HbA1c leži u tome što nije potrebno da osoba bude natašte te su rezultati stabiliniji, no nedostatak je njegova viša cijena u odnosu na mjerenje vrijednosti šećera u krvi. Procjenjuje se da 20% oboljelih u Sjedinjenim Američkim Državama uopće ne zna da ima šećernu bolest.
Šećerna bolest (lat. diabetes mellitus) tipa 2 odlikuje se visokom razinom glukoze u krvi u okviru inzulinskog otpora i relativnoga nedostatka inzulina. Razlikuje se od oblika šećerne bolesti diabetes mellitus tipa 1, kod koje je nedostatak inzulina zbog razaranja beta stanica Langerhansovih otočića u gušterači potpun ili apsolutan, i od gestacijskoga dijabetesa ili pojave visoke razine šećera u krvi povezane s trudnoćom. Šećernu bolest tipa 1 i tipa 2 obično je moguće razlikovati prema okolnostima u kojima se javljaju. Ako je dijagnoza upitna, pretragom razine antitijela može se potvrditi da je riječ o šećernoj bolesti tipa 1, dok za potvrdu šećerne bolesti tipa 2 može poslužiti nalaz razine C-peptida.

## Probir
Niti jedna organizacija za šećernu bolest ne preporučuje opći probir jer nema dokaza da bi takav program poboljšao rezultate. Radna skupina za prevenciju SAD-a preporučuje probir kod odraslih osoba koje pokazuju simprome, a kojima je krvni tlak viši od 135/80 mmHg. Kod onih kojima je krvni tlak niži nema dostatnih dokaza na temelju kojih bi se dala preporuka za probir, kao niti protiv njega. Svjetska zdravstvena organizacija prepoučuje testiranje samo onih skupina koje su izložene povišenomu riziku. U visokorizične skupine u SAD-u ubrajaju se osobe starije od 45  godina, oni koji imaju prve srodnike dijabetičare, neke etničke skupine, uključujući one hispanskoga i afričkoga podrijetla te američke Indijance, kao i osobe s anamnezom gestacijskoga dijabetesa,sindromom policističnih jajnika te osobe prekomjerne težine i stanja povezanih s metaboličkim sindromom.

## Prevencija
Pojavu dijabetesa tip 2 moguće je odgoditi ili spriječiti odgovarajućom prehranom i redovitom tjelovježbom. Pojačanim mjerama promjene načina života taj se rizik može smanjiti na manje od polovinu. Tjelovježba donosi dobrobiti neovisno o početnoj tjelesnoj težini osobe i naknadnom gubitku težine. Međutim, dokazi o dobrobiti koju bi donijela samo promjena prehrambenih navika su ograničeni, premda ima nekih dokaza u prilog prehrane bogate zelenim lisnatim povrćem i ograničavanja unosa zašećerenih napitaka. Kod osoba sa smanjenom podnošljivošću glukoze pravilna prehrana i tjelovježba, bilo same ili u kombinaciji s metforminom ili akarbozom, mogu smanjiti rizik oboljenja od šećerne bolesti. Ipak, promjene načina života djelotvornije su od metformina.

## Liječenje
Liječenje šećerne bolesti tipa 2 usredotočuje se na promjene načina života, smanjenje drugih čimbenika kardiovaskularnih rizika te održavanje razine glukoze u krvi u normalnim okvirima. Samostalno praćenje razine šećera u krvi ljudima s upravo dijagnosticiranom šećernom bolesti tipa 2 britanski Nacionalni zdravstveni sustav (eng. National Health Service) preporučio je 2008. godine, no učinkovitost samopraćenja upitna je kod dijabetičara koji ne koriste višedozni inzulin. Zbrinjavanjem drugih kardiovaskularnih čimbenika rizika, kao što su povišen krvni tlak, povišen kolesterol te mikroalbuminurija, produžuje se očekivani životni vijek. Intenzivne mjere liječenja krvnoga tlaka (smanjenja na vrijednost ispod 130/80 mmHg) za razliku od standardne skrbi (krvni tlak ispod 140-160/85-100 mmHg) dovode do blagoga smanjenja rizika od moždanog udara, ali ne djeluju na sveukupan rizik smrtnosti.
Čini se da intenzivne mjere smanjivanja razine šećera u krvi (HbA1C<6%) za razliku od onih standardnih (HbA1C of 7-7.9%) nemaju utjecaja na promjene mortaliteta. Cilj je liječenja obično postizanje razine HbA1C niže od 7% ili glukoze natašte niže od 6,7 mmol/L (120 mg/dL), no ti se ciljevi nakon stručne konzultacije s liječnikom mogu i promijeniti s obzirom na posebne rizike (hipoglikemija) i očekivani životni vijek. Preporučuje se da svi oboljeli od šećerne bolesti tipa 2 odlaze na redovite očne preglede.

## Način života
Pravilna dijeta i tjelovježba čine osnovu skrbi za dijabetičare pri čemu više tjelovježbe polučuje bolje rezultate.
Aerobične vježbe vode do smanjenja u HbA1c i poboljšanja osjetljivosti na inzulin. Vježbanje uz napor (eng. resistance training) je također korisno, a kombinacija obiju vrsta vježbi bi mogla biti najdjelotvornija.
Dijeta za dijabetičare, koja djeluje na smanjenje težine je posebno važna.  Iako kontroverzna, najbolja dijeta s niskim glikemijskim indeksom pokazuje poboljšanje u kontroli šećera u krvi. Pravilna edukacija, ovisno o različitim kulturama, može u barem do 6 mjeseci, ljudima s dijabetesom tipa 2 pomoći u kontroliranju nivoa šećera u krvi.
Ako promjene u načinu života kod osoba s blagom bolešću ne pokažu poboljšanje nivoa šećera u krvi, tada treba razmišljati o uporabi lijekova.

## Farmakološko liječenje
Dostupno je nekoliko razreda lijekova protiv šećerne bolesti. Metformin se općenito preporučuje kao lijek prvog izbora liječenja jer postoje dokazi da on smanjuje smrtnost. Drugo sredstvo u razredu lijekova koji se uzimaju oralno može se primijeniti ako metformin nije dovoljan. Drugi lijekovi uključuju: sulfonilureje, non-sulfonilurejski sekretagozi, inhibitori alfa-glukozidaze, tijazolidindioni, analozi glukagonu sličnog peptida-1 i inhibitori dipeptidil peptidaze 4 (DPP-4 inhibitori). Metformin se ne smije upotrebljavati kod pacijenata s ozbiljnim teškoćama u radu bubrega ili jetre. Injekcije inzulina se mogu dodati uz oralnu terapiju ili same.
Većina pacijenata sa šećernom bolešću tipa 2 u početku ne treba inzulin. Kad se upotrebljava, lijek s dugotrajnim djelovanjem se obično dodaje noću, a oralno liječenje se nastavlja. Doziranje se potom povećava do postizanja najveće učinkovitosti (nivo šećera u krvi se pomno kontrolira). Kada noćni inzulin nije dovoljan, dnevni inzulin, uziman dva puta, može postići bolju kontrolu. Inzulini s dugotrajnim djelovanjem (insulin glargine i detemir), se nisu pokazali boljim od neutralnog protamina Hagedorn (NPH insulin), ali je njihova proizvodnja, po podatcima iz 2010. mnogo skuplja, ali ne i toliko djelotvornija. Kod trudnica je inzulin pitanje izbora same pacjentice.

## Operativni zahvati
Barijatrična kirurgija i  zahvat redukcije masnog tkiva kod pretilosti su djelotvorne mjere u liječenju dijabetesa. Mnogi pacijenti uspješno održavaju nivo šećera u krvi s vrlo malo ili bez lijekova nakon operacije, a smrtnost na duga vremenska razdoblja je smanjena. Postoji, ipak, opasnost neposredne smrti kao posljedica operacije, ali ona je manja od 1%. Granica gojaznosti (BMI) pri kojoj se operacija čini dobrom odlukom još nije jasna. Ipak,ova se mogućnost preporučuje kod osoba koje nisu u stanju držati pod kontrolom i svoju težinu i šećer u krvi.

## Epidemiologija
Globalno uzevši, procjenjuje se da je 2010. bilo 285 milijuna ljudi s dijabetesom tipa 2 što čini oko 90% slučajeva šećerne bolesti. To odgovara postotku od 6% odrasle svjetske populacije. Dijabetes je uobičajen kako u razvijenim zemljama tako i u zemljama u razvoju.
Učestalost dijabetesa tipa 2 je veća kod žena nego kod muškaraca, posebno kod određenih etničkih skupina kao što su južno-azijske etničke grupe, stanovnici pacifičkih otoka, latinskoameričke etničke grupe i autohtono stanovništvo američkog kontinenta. Razlog bi mogla biti njihova veća osjetljivost na zapadnjački način života. Iako se tradicionalno smatrala bolešću odraslih, šećerna bolest tipa 2 se sve više dijagnosticira u djece sukladno s povećajem slučajeva dječje pretilosti. Šećerna bolest tipa 2 se dijagnosticira jednako često kao šećerna bolest tipa 1 u maloljetnika/tinejdžera u Sjedinjenim Državama.
1985. godine je procijenjeno da ima oko 30 milijuna oboljelih, a broj se povećao na 35 milijuna u 1995., te na 217 milijuna u 2005. Smatra se da je do povećanja stope došlo zbog globalnoga starenja populacije, smanjenog gibanja i sve veće gojaznosti. Pet zemalja s najvećim brojem ljudi s dijabetesom u 2000. godini bile su Indija s 31.7 milijuna, Kina s 20.8 milijuna, Sjedinjene Države sa 17.7 milijuna, Indonezija s 8.4 milijuna i Japan sa 6.8 milijuna.  Svjetska zdravstvena organizacija označila je bolest globalnom epidemijom.

## Povijest
Dijabetes je jedna od prvih bolesti koje su bile opisane u povijesnim dokumentima. U jednom egipćanskom rukopisu iz oko 1500. godine prije naše ere se spominje “preveliko pražnjenje urina”. Vjeruje se da su se prvi opisani primjeri odnosili na dijabetes tipa 1. Indijski liječnici iz istog razdoblja su identificirali bolest i označili ju kao madhumeha ili “medeni urin” opazivši da urin privlači mrave.  Termin “dijabetes” ili “proći kroz” je prvi puta upotrijebio liječnik Apolonije iz Memfisa 230. godine prije naše ere. Bolest je bila rijetka u doba Rimskog Carstva kada je Galen spomenuo da je vidio samo dva primjera u svojoj karijeri.
Tip 1 i Tip 2 šećerne bolesti su prvi puta opisali kao dva odvojena stanja indijski liječnici Sushruta i Charaka negdje od 400. – 500. godine naše ere, pri čemu su tip 1 povezali s mladošću, a tip dva s gojaznošću. Pojam “mellitus” ili “od meda” je dodao Britanac John Rolle kasnih 1700-ih da bi bolest razlučio od dijabetesa insipidusa koji je također povezan s čestim mokrenjem.  Učinkovito liječenje se nije razvilo sve do ranih godina 20. stoljeća kad su kanađani Frederick Banting i Charles Herbert Best otkrili inzulin 1921. i 1922. Slijedilo je otkriće inzulina NPH s produženim djelovanjem četrdesetih godina prošlog stoljeća.

## Vanjske poveznice
- Šećerna bolest tip 2 na Curlie

- National Diabetes Information Clearinghouse  Arhivirana inačica izvorne stranice od 21. veljače 2010. (Wayback Machine)

- Centers for Disease Control (Endocrine pathology)
- Pregled lijekova za liječenje dijabetesa  Arhivirana inačica izvorne stranice od 14. srpnja 2014. (Wayback Machine)

|  | Molimo pročitajte upozorenje o korištenju medicinskih informacija. Ne provodite liječenje bez savjetovanja s liječnikom! |